# Eric Franke
Pour les articles homonymes, voir Franke.
Eric Franke est un bobeur et athlète allemand, né le 16 août 1989 à Pirna.

## Biographie
Il remporte aux Championnats du monde de bobsleigh la médaille de bronze de bob à quatre en 2017.
Aux Jeux olympiques d'hiver de 2018, il est médaillé d'argent de bob à quatre avec Kevin Kuske, Alexander Rödiger et Nico Walther.
Il est médaillé d'argent aux Mondiaux de 2021 en bob à deux avec Johannes Lochner.

## Palmarès

### Jeux Olympiques
- : médaillé d'argent en bob à deux aux Jeux olympiques d'hiver de 2018.

### Championnats monde
- : médaillé d'argent en bob à 2 aux championnats monde de 2021.
- : médaillé de bronze en bob à 4 aux championnats monde de 2017 et 2020.

### Coupe du monde
- 14 globes de cristal : 
  - Vainqueur du classement bob à 2 en 2017, 2019, 2020, 2021 et 2022.
  - Vainqueur du classement bob à 4 en 2019, 2020, 2021 et 2022.
  - Vainqueur du classement combiné en 2017, 2019, 2020, 2021 et 2022.
- 20 podiums  : 
  - en bob à 2 : 1 victoire et 3 deuxièmes places.
  - en bob à 4 : 6 victoires, 6 deuxièmes places et 4 troisièmes places.

#### Détails des victoires en Coupe du monde
| Édition   | Bob à 2 | Bob à 4                       |
| 2015-2016 |         | Königssee Park City           |
| 2017-2018 |         | Park City Altenberg Königssee |
| 2018-2019 |         | Winterberg                    |
| 2020-2021 | Igls    |                               |